# Sabine Jaeger
Sabine Jaeger (* 20. Februar 1963 in Köln) ist eine deutsche Synchronsprecherin und Synchronregisseurin.

## Karriere
Jaeger erhielt eine private Schauspielausbildung in Berlin. Sie ist die Synchronstimme von Jeanne Tripplehorn, Laura Dern und Lisa Kudrow. In der Serie Friends sprach sie Jessica Hecht als Susan Bunch, in Buffalo Bill Wendy Killian für Geena Davis.
Sabine Jaeger war Station-Voice bei Rias II und Fritz und seit 1985 Rundfunkmoderatorin, unter anderem beim SFB und Radio Luxemburg. Außerdem betätigte sie sich von 1983 bis 1993 als Sängerin der Rockband The Beatitudes. Sabine Jaeger ist regelmäßig als Sprecherin der Programmpräsentation beim RBB, bei EinsPlus und DW-TV sowie in der Werbung zu hören.
Ferner übernahm sie in Hörspielen diverse Rollen, darunter Alexa in der Hörspielserie Wendy oder Alice Newton in den Hörspielen Ein Hund namens Beethoven und Eine Familie namens Beethoven.

## Synchronrollen (Auswahl)
Bonnie Hunt
- 1992: Ein Hund namens Beethoven als Alice Newton
- 1993: Eine Familie namens Beethoven als Alice Newton

Lolita Davidovich
- 1992: Mein Bruder Kain als Jenny
- 1997: Aus dem Dschungel, in den Dschungel als Charlotte
- 2018: How to Get Away with Murder (Fernsehserie) als Sandrine Castillo

Jeanne Tripplehorn
- 1993: Die Firma als Abby McDeere
- 1995: Waterworld als Helen
- 2004: Frasier (Fernsehserie) als Chelsea

Lisa Kudrow
- 1999: Reine Nervensache als Laura MacNamara Sobel
- 2008: Das Hundehotel als Lois Scudder
- 2020: Lady Business als Shay Whitmore

Laura Dern
- 1993: Jurassic Park als Dr. Ellie Sattler
- 2001: Jurassic Park III als Dr. Ellie Sattler
- 2014: Das Schicksal ist ein mieser Verräter als Mrs. Lancaster
- 2017–2019: Big Little Lies (Fernsehserie) als Renata Klein
- 2018–2021: F Is for Family (Fernsehserie) als Sue Murphy
- 2019: Marriage Story als Nora Fanshaw
- 2020: Little Women als Marmee March
- 2022: Jurassic World: Ein neues Zeitalter als Dr. Ellie Sattler
- 2022: The Son als Kate Miller
- 2024: Lonely Planet: Liebe in Marokko als Katherine Loewe

### Filme
- 1984: Das Fenster zum Hof – Havis Davenport als Frischvermählte
- 1986: Psycho III – Katt Shea als Patsy
- 1994: Der Klient – Amy Hathaway als Karen
- 1994: Stephen Kings The Stand – Das letzte Gefecht – Shawnee Smith als Julie Lawry
- 1995: Batman Forever – Drew Barrymore als Sugar
- 1999: Magnolia – Mary Lynn Rajskub als Janet
- 2024: Beetlejuice Beetlejuice – Catherine O’Hara als Delia Deetz

### Serien
- 1991–1996: Der Prinz von Bel Air – Karyn Parsons als Hilary Banks
- 1995: Frasier – Amanda Donohoe als Katherine
- 1995–2004: Frasier – Laura Linney als Charlotte
- 1996–2005: Friends – Jessica Hecht als Susan Bunch
- 2003: Friends – Molly Hagan als Sarah
- 2008: Ghost Whisperer – Stimmen aus dem Jenseits – Stephanie Erb als Lisa Fordham
- 2008: Web Therapy – als Fiona Wallice
- 2009: Ghost Whisperer – Stimmen aus dem Jenseits – Sharon Lawrence als Elena Bancroft
- 2010: Desperate Housewives – Paulina Porizkova als Paulina Porizkova
- 2015–2019: Marvel’s Jessica Jones – Rebecca De Mornay als Dorothy Walker
- 2017–2023: Riverdale – Nathalie Boltt als Penelope Blossom

### Videospiele
- 2015: Lego Jurassic World als Dr. Ellie Sattler
- 2019: Jurassic World Evolution als Dr. Ellie Sattler
- 2022: Jurassic World Evolution 2 als Dr. Ellie Sattler